# Кордац, Алекс
Алекс Кордац (итал. Alex Cordaz; род. 1 января 1983, Витторио-Венето, Венеция) — итальянский футболист, вратарь клуба «Интернационале».

## Биография
Алекс Кордац начинал свою карьеру футболиста, будучи игроком миланского «Интера». В сезоне 2002/03 он был отдан в аренду «Специи», где играл роль резервного голкипера. 4 февраля 2004 года Кордац дебютировал за миланский «Интер» на профессиональном уровне, выйдя на поле после удаления Франческо Тольдо в гостевом матче против «Ювентуса», проходившем в рамках первого матча полуфинала Кубка Италии.
Первую половину 2005 года Кордац вновь на правах аренды провёл в качестве резервного вратаря «Специи». Затем в его карьере были клубы Серии C1 «Ачиреале» и «Пиццигеттоне», за которые он играл регулярно. С начала 2007 по середину 2009 года Кордац представлял команду Серии B «Тревизо». где вновь был на вторых ролях. После банкротства «Тревизо» в 2009 году он на правах свободного агента перебрался в швейцарский «Лугано», выступавший в то время в Челлендж-лиге. Кордац был основным голкипером, а команда два раза была близка к выходу в Суперлигу. В 2011 году он вернулся в Италию, подписав контракт с клубом Серии B «Читтаделла», где он провёл следующие два года.
Летом 2013 года Кордац стал игроком «Пармы», но тут же был отдан в аренду на год словенской «Горице». За «Парму» он так и не сыграл ни одного официального матча, но зато в гостевой игре Серии А против «Торино» был удалён со скамейки запасных.
С начала 2015 года на правах аренды Кордац выступал за клуб Серии B «Кротоне», в середине того же года он заключил с ним полноценный контракт. В сезоне 2015/16 Кордац отыграл все 42 игры лиги без замен, а команда добилась исторического выхода в Серию А. 21 августа 2016 года Кордац наконец дебютировал в главной итальянской лиге, защищая ворота в гостевом матче первого тура против «Болоньи». В том же сезоне он стал играть роль капитана команды.

## Достижения
«Интернационале»
- Обладатель Кубка Италии (2): 2021/22, 2022/23
- Обладатель Суперкубка Италии (2): 2021, 2022